# Mongoloraphidia (Mongoloraphidia) solitaria
Mongoloraphidia (Mongoloraphidia) solitaria is een kameelhalsvliegensoort uit de familie van de Raphidiidae. De soort komt voor in Pakistan.
Mongoloraphidia (Mongoloraphidia) solitaria werd voor het eerst wetenschappelijk beschreven door H. Aspöck et al. in 1982.